# Драфт НХЛ 1992
Драфт НХЛ 1992 відбувся 20 червня в «Монреаль-форумі» (Монреаль, провінція Квебек,  Канада). Всього було проведено 11 раундів драфту, в котрих команди НХЛ закріпили свої права на спортивну діяльність 264 хокеїстів. Вдруге в історії драфтів список очолив європейський гравець. На драфті будо обрано двох гравців київського «Сокола»: Олександра Алексєєва та Юрія Гунько.

## Вибір за раундом

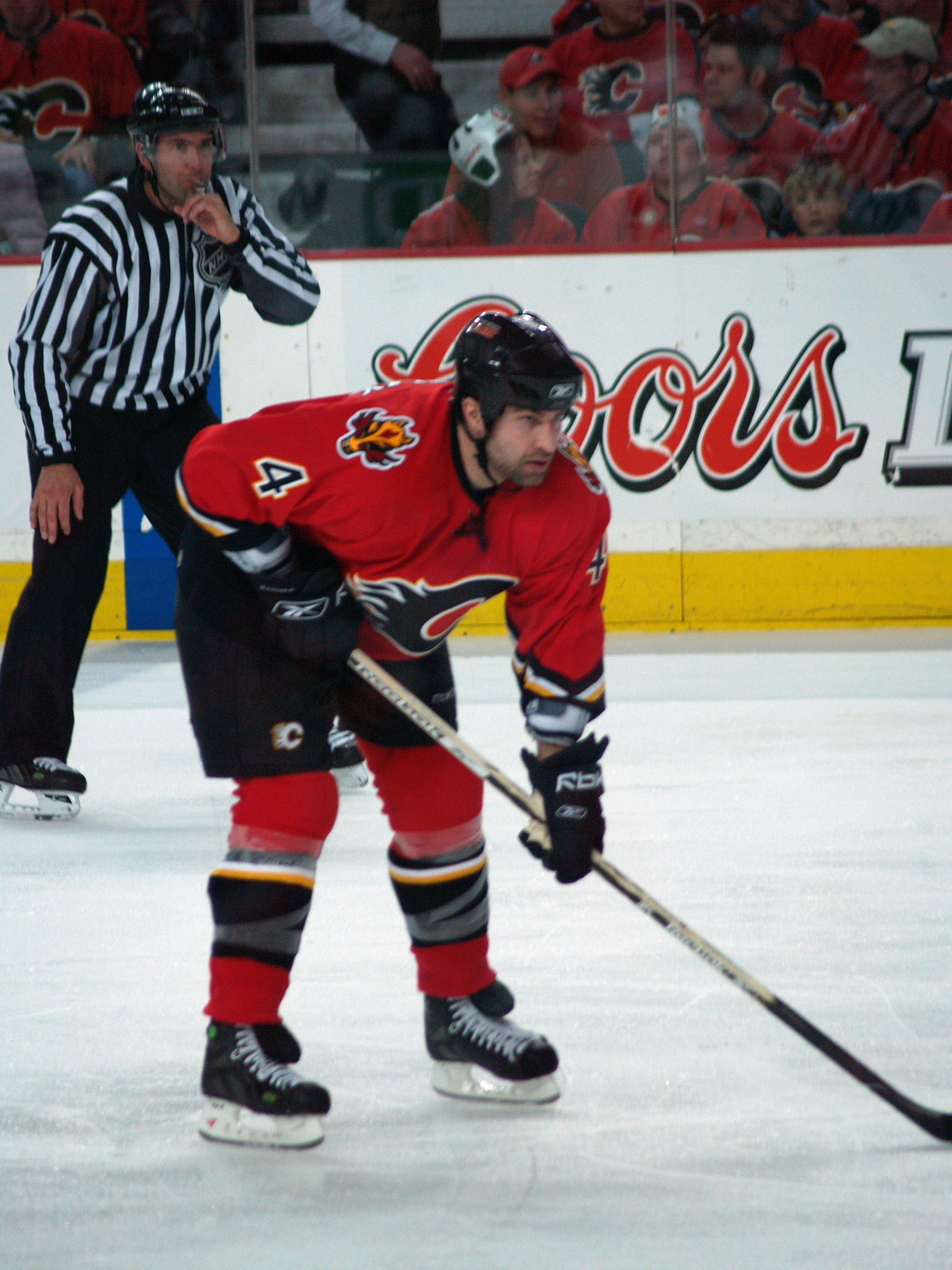
Роман Гамрлик — перший номер драфта 1992.

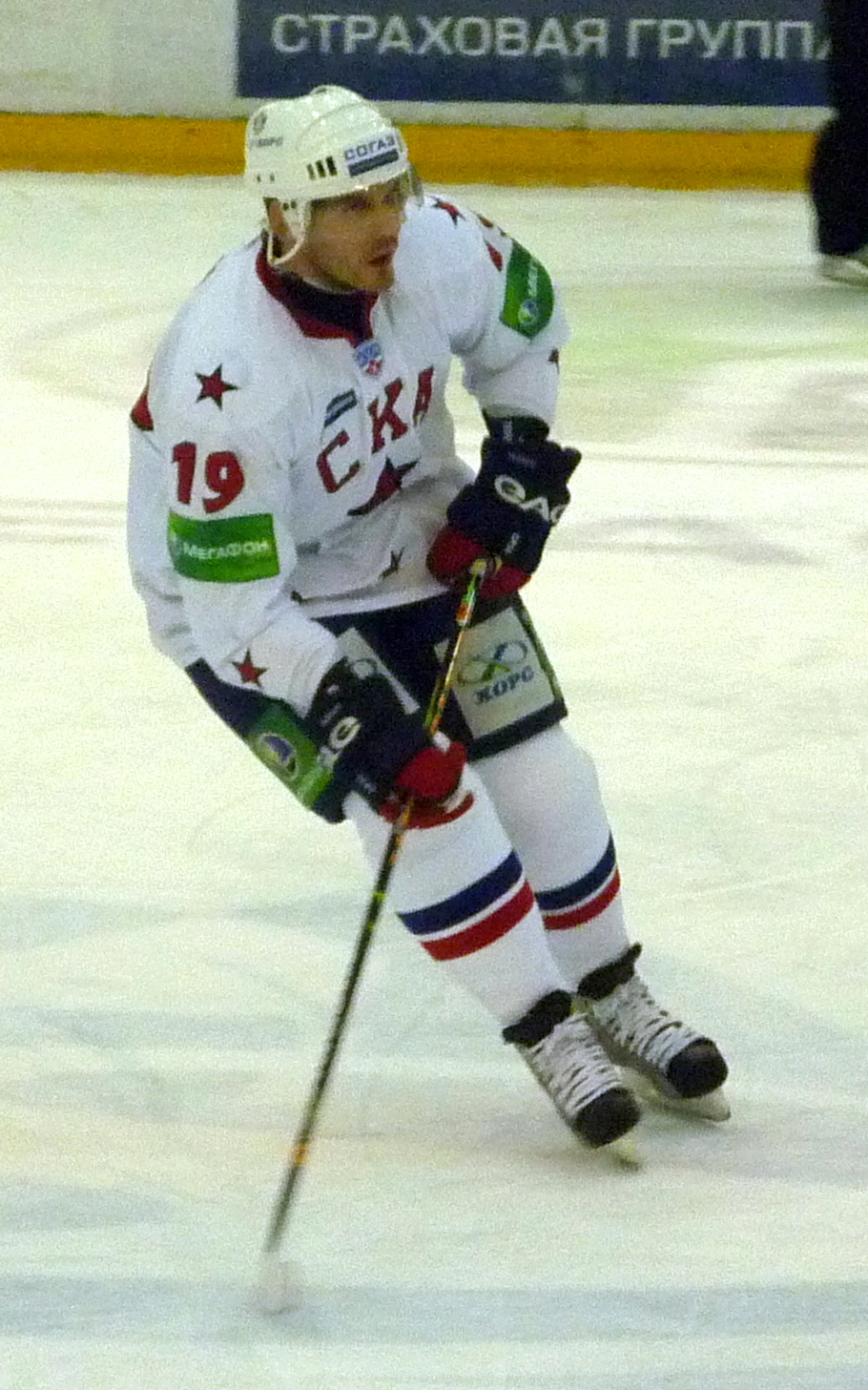
Олексій Яшин — другий номер драфта 1992.

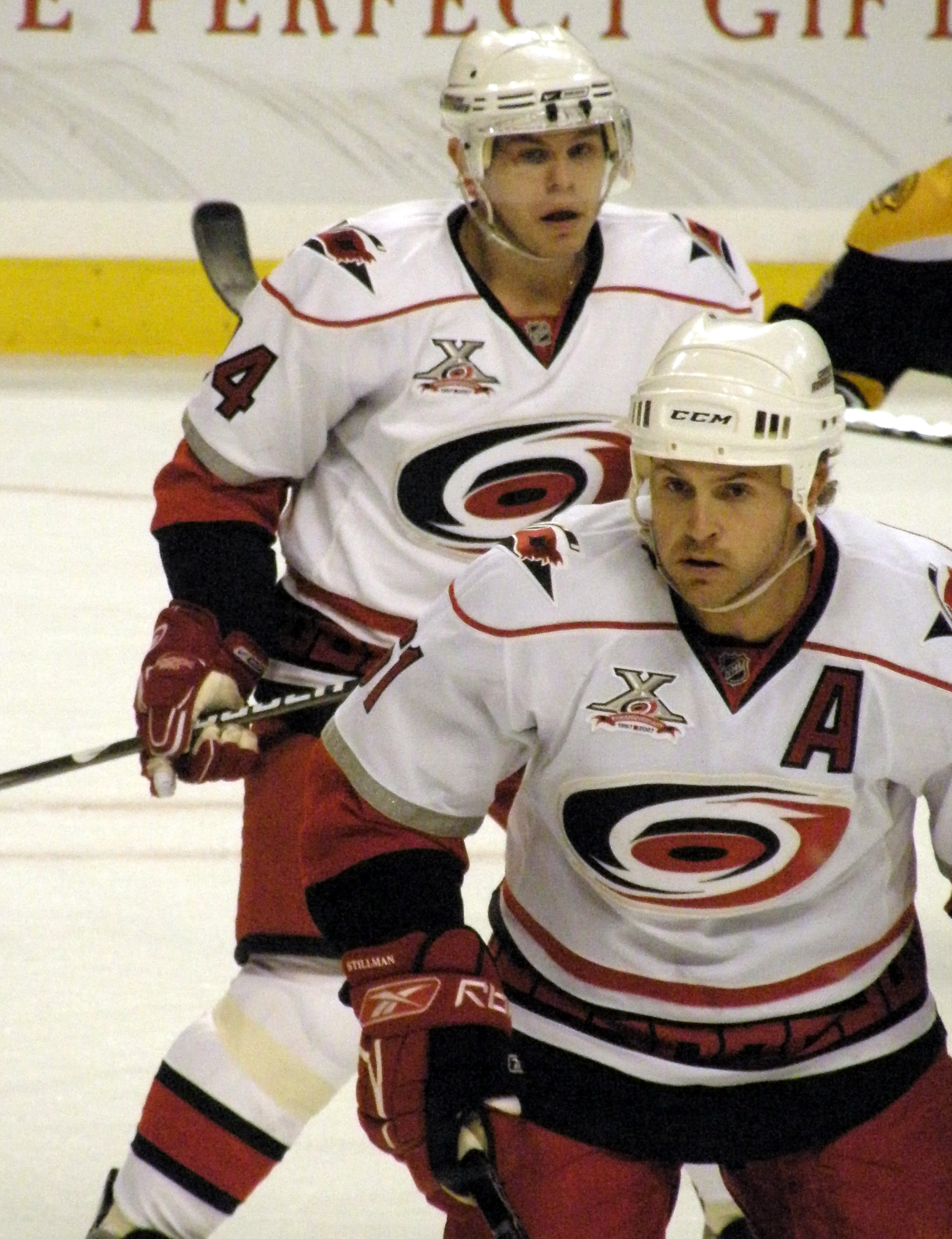
Корі Стіллман — шостий номер драфта 1992.

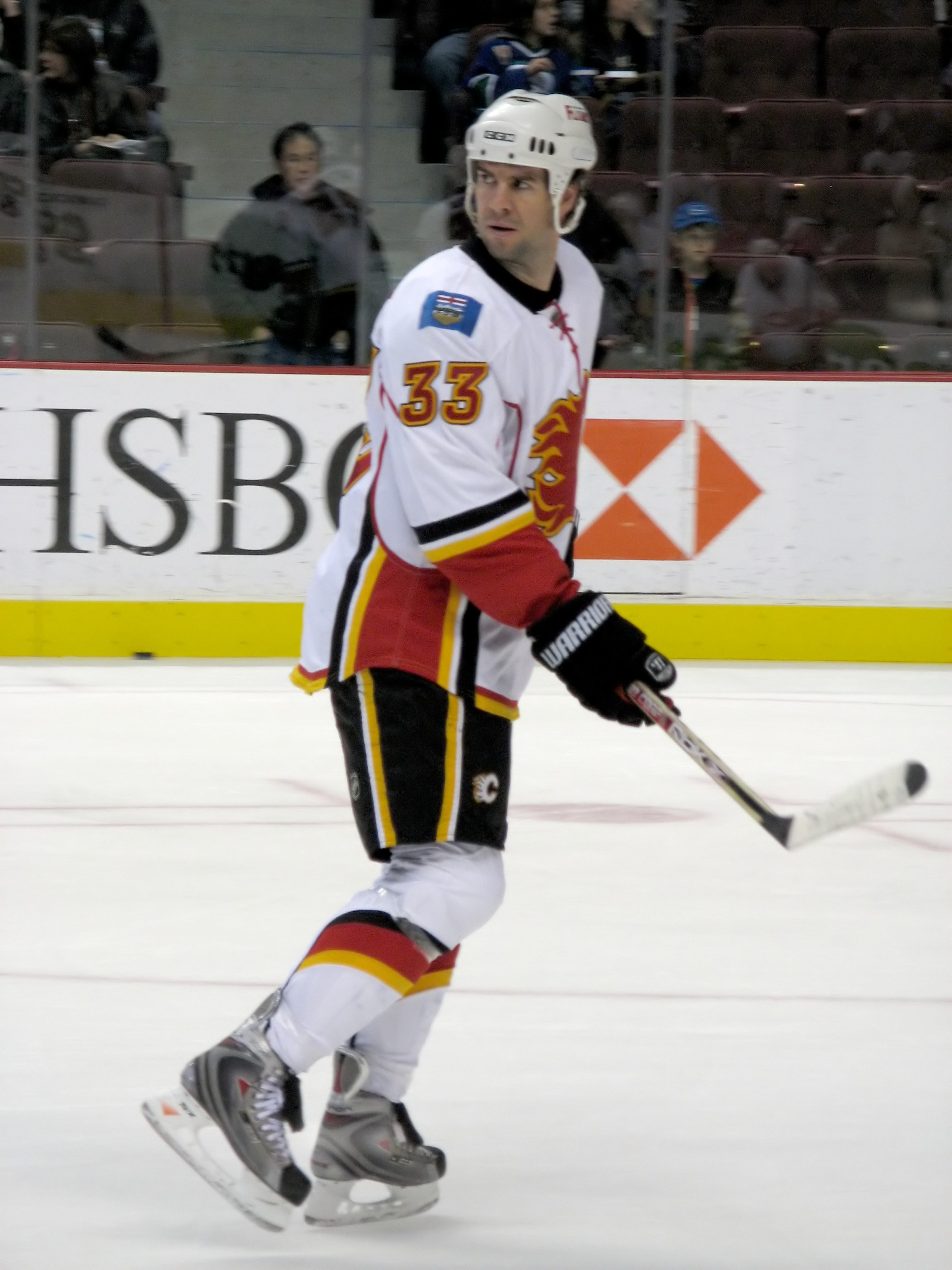
Адріан Окойн був обраний «Ванкувер Канакс» у 5 раунді.

### Перший раунд
| №  | Гравець             | Амплуа               | Команда НХЛ          |
| -- | ------------------- | -------------------- | -------------------- |
| 1  | Роман Гамрлик       | захисник             | «Тампа-Бей Лайтнінг» |
| 2  | Олексій Яшин        | центральний нападник | «Оттава Сенаторс»    |
| 3  | Майк Ратьє          | лівий нападник       | «Сан-Хосе Шаркс»     |
| 4  | Тодд Воррінер       | крайній нападник     | «Квебек Нордікс»     |
| 5  | Даріус Каспарайтіс  | захисник             | «Нью-Йорк Айлендерс» |
| 6  | Корі Стіллман       | лівий нападник       | «Калгарі Флеймс»     |
| 9  | Роберт Петровицький | центральний нападник | «Гартфорд Вейлерс»   |
| 10 | Андрій Назаров      | лівий нападник       | «Сан-Хосе Шаркс»     |
| 11 | Девід Купер         | захисник             | «Баффало Сейбрс»     |
| 12 | Сергій Кривокрасов  | правий нападник      | «Чикаго Блекгокс»    |
| 14 | Сергій Гончар       | захисник             | «Вашингтон Кепіталс» |
| 16 | Дмитро Квартальнов  | лівий нападник       | «Бостон Брюїнс»      |
| 17 | Сергій Баутін       | захисник             | «Вінніпег Джетс»     |
| 18 | Джейсон Сміт        | захисник             | «Нью-Джерсі Девілс»  |
| 19 | Мартін Страка       | центральний нападник | «Піттсбург Пінгвінс» |
| 23 | Грант Маршалл       | правий нападник      | «Торонто Мейпл-Ліфс» |
| 24 | Пітер Ферраро       | правий нападник      | «Нью-Йорк Рейнджерс» |

### Другий раунд
| №  | Гравець          | Амплуа               | Команда НХЛ            |
| -- | ---------------- | -------------------- | ---------------------- |
| 26 | Дрю Банністер    | захисник             | «Тампа-Бей Лайтнінг»   |
| 27 | Борис Миронов    | захисник             | «Вінніпег Джетс»       |
| 32 | Джим Кері        | воротар              | «Вашингтон Кепіталс»   |
| 33 | Валерій Буре     | правий нападник      | «Монреаль Канадієнс»   |
| 34 | Яркко Варвіо     | правий нападник      | «Міннесота Норт-Старс» |
| 36 | Джеф Шатц        | центральний нападник | «Чикаго Блекгокс»      |
| 38 | Ігор Корольов    | центральний нападник | «Сент-Луїс Блюз»       |
| 40 | Майкл Пека       | центральний нападник | «Ванкувер Канакс»      |
| 42 | Сергій Брилін    | центральний нападник | «Нью-Джерсі Девілс»    |
| 46 | Даррен Маккарті  | крайній нападник     | «Детройт Ред-Вінгс»    |
| 47 | Андрій Николишин | лівий нападник       | «Гартфорд Вейлерс»     |

### Наступні раунди
| №          | Гравець            | Амплуа               | Команда НХЛ            |
| ---------- | ------------------ | -------------------- | ---------------------- |
| 3-й раунд  |                    |                      |                        |
| 50         | Патрік Траверс     | захисник             | «Оттава Сенаторс»      |
| 53         | Штефан Ушторф      | крайній нападник     | «Вашингтон Кепіталс»   |
| 55         | Сергій Жолток      | центральний нападник | «Бостон Брюїнс»        |
| 57         | Ян Вопат           | захисник             | «Гартфорд Вейлерс»     |
| 62         | Віталій Карамнов   | лівий нападник       | «Сент-Луїс Блюз»       |
| 64         | Віталій Прохоров   | лівий нападник       | «Сент-Луїс Блюз»       |
| 65         | Кірк Молтбі        | правий нападник      | «Едмонтон Ойлерс»      |
| 68         | Крейг Ріве         | захисник             | «Монреаль Канадієнс»   |
| 4-й раунд  |                    |                      |                        |
| 74         | Аарон Гейві        | центральний нападник | «Тампа-Бей Лайтнінг»   |
| 75         | Ян Чалоун          | правий нападник      | «Сан-Хосе Шаркс»       |
| 77         | Микола Борщевський | правий нападник      | «Торонто Мейпл-Ліфс»   |
| 78         | Роберт Швегла      | захисник             | «Калгарі Флеймс»       |
| 87         | Кевін Браун        | правий нападник      | «Лос-Анджелес Кінгс»   |
| 88         | Єре Лехтінен       | правий нападник      | «Міннесота Норз-Старс» |
| 90         | Віталій Томілін    | лівий нападник       | «Нью-Джерсі Девілс»    |
| 96         | Ральф Інтрануово   | крайній нападник     | «Едмонтон Ойлерс»      |
| 5-й раунд  |                    |                      |                        |
| 97         | Брентт Майрес      | крайній нападник     | «Тампа-Бей Лайтнінг»   |
| 99         | Маркус Рагнарссон  | захисник             | «Сан-Хосе Шаркс»       |
| 102        | Самі Хеленіус      | захисник             | «Калгарі Флеймс»       |
| 103        | Владислав Бульїн   | захисник             | «Філадельфія Флаєрс»   |
| 107        | Маркус Кеттерер    | воротар              | «Баффало Сейбрс»       |
| 108        | Юрій Хмильов       | лівий нападник       | «Баффало Сейбрс»       |
| 112        | Скотт Бейлі        | воротар              | «Бостон Брюїнс»        |
| 117        | Адріан Окойн       | захисник             | «Ванкувер Канакс»      |
| 6-й раунд  |                    |                      |                        |
| 123        | Міхал Сикора       | захисник             | «Сан-Хосе Шаркс»       |
| 128        | Дерек Армстронг    | центральний нападник | «Нью-Йорк Айлендерс»   |
| 132        | Олександр Алексєєв | захисник             | «Вінніпег Джетс»       |
| 133        | Їржі Допіта        | центральний нападник | «Бостон Брюїнс»        |
| 136        | Григорій Пантелєєв | лівий нападник       | «Бостон Брюїнс»        |
| 7-й раунд  |                    |                      |                        |
| 156        | Андрій Райський    | центральний нападник | «Вінніпег Джетс»       |
| 8-й раунд  |                    |                      |                        |
| 180        | Ігор Болдін        | центральний нападник | «Сент-Луїс Блюз»       |
| 186        | Стефан Єлль        | центральний нападник | «Нью-Джерсі Девілс»    |
| 9-й раунд  |                    |                      |                        |
| 203        | Тодд Сімон         | центральний нападник | «Баффало Сейбрс»       |
| 204        | Микола Хабібулін   | воротар              | «Вінніпег Джетс»       |
| 208        | Маттіас Тімандер   | захисник             | «Бостон Брюїнс»        |
| 10-й раунд |                    |                      |                        |
| 220        | Енсон Картер       | правий нападник      | «Квебек Нордікс»       |
| 222        | Юнас Хоглунд       | правий нападник      | «Калгарі Флеймс»       |
| 230        | Юрій Гунько        | захисник             | «Сент-Луїс Блюз»       |
| 238        | Ден Макгілліс      | захисник             | «Детройт Ред-Вінгс»    |
| 240        | Володимир Воробйов | правий нападник      | «Нью-Йорк Рейнджерс»   |
| 11-й раунд |                    |                      |                        |
| 242        | Томаш Єлінек       | правий нападник      | «Оттава Сенаторс»      |
| 245        | Натан Демпсі       | захисник             | «Торонто Мейпл-Ліфс»   |
| 256        | Денис Черв'яков    | захисник             | «Бостон Брюїнс»        |

## Сумарна статистика за країнами

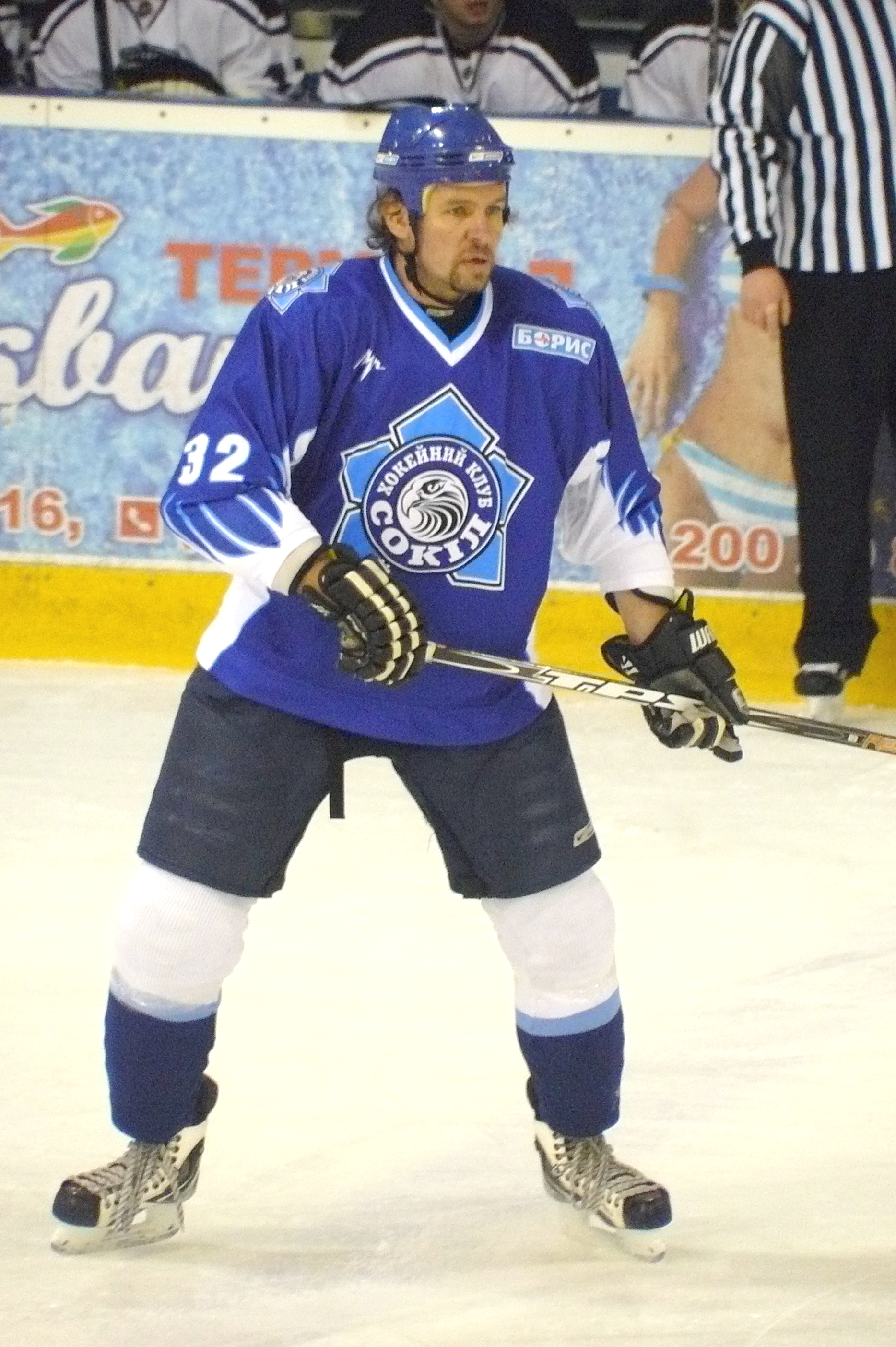
Український хокеїст Юрій Гунько

| Місце                      | Країна                     | Кількість |
| -------------------------- | -------------------------- | --------- |
| 1                          | Канада                     | 137       |
| 3                          | США                        | 38        |
| Всього з Північної Америки | Всього з Північної Америки | 175       |
| 2                          | Росія                      | 41        |
| 4                          | Чехословаччина             | 20        |
| 5                          | Швеція                     | 11        |
| 6                          | Фінляндія                  | 10        |
| 7                          | Латвія                     | 2         |
| 7                          | Україна                    | 2         |
| 9                          | Білорусь                   | 1         |
| 9                          | Німеччина                  | 1         |
| Всього з Європи            | Всього з Європи            | 88        |
| 9                          | Японія                     | 1         |